# جان بوتيو
جان بوتيو (3 سبتمبر 1889- 4 مارس 1957) لاعب كرة قدم بلجيكية. ولعب في ست مباريات منتخب بلجيكا لكرة القدم من 1911 إلى 1912.